# Simplício Dias da Silva

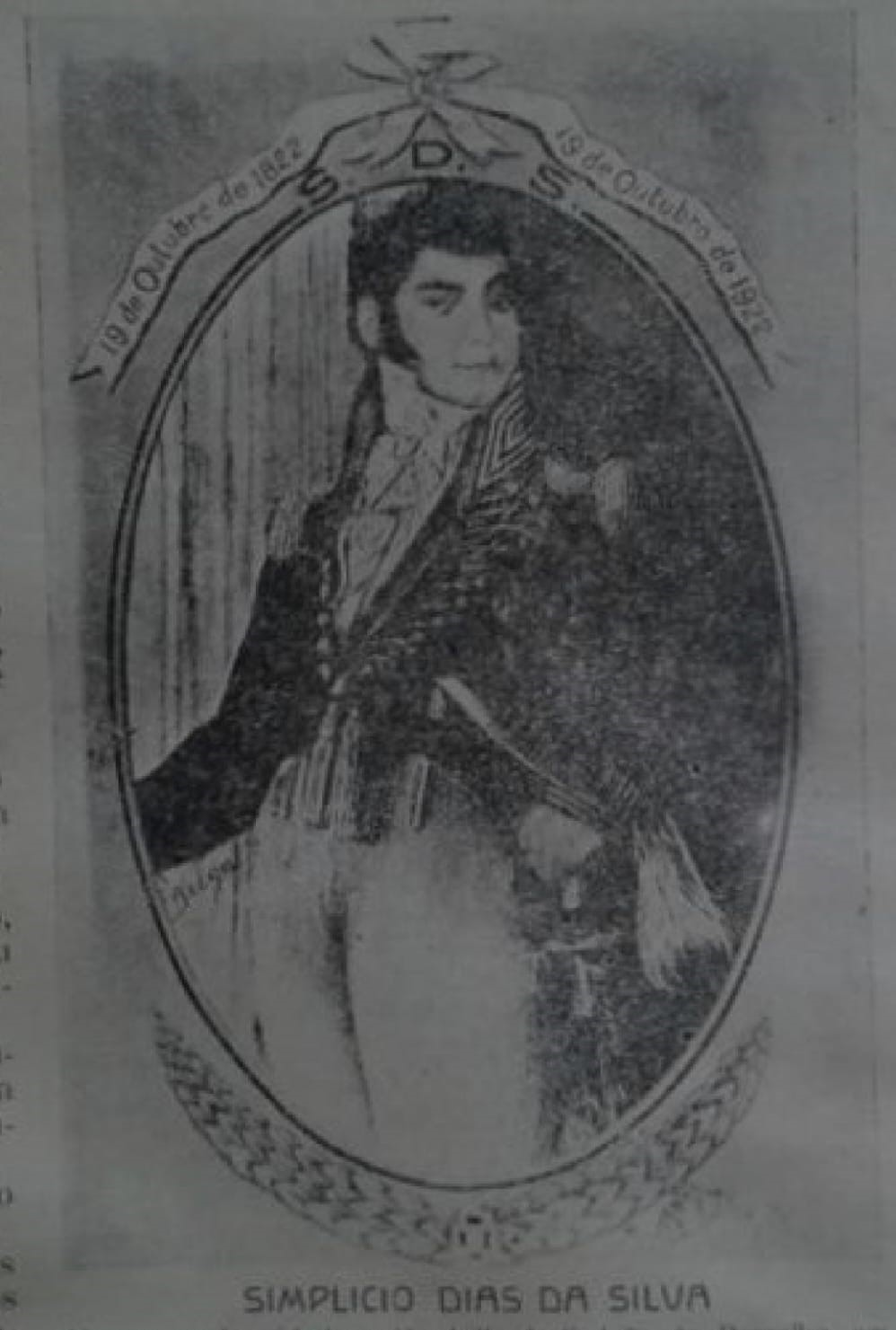
Imagem do empreendedor Simplício Dias da Silva.

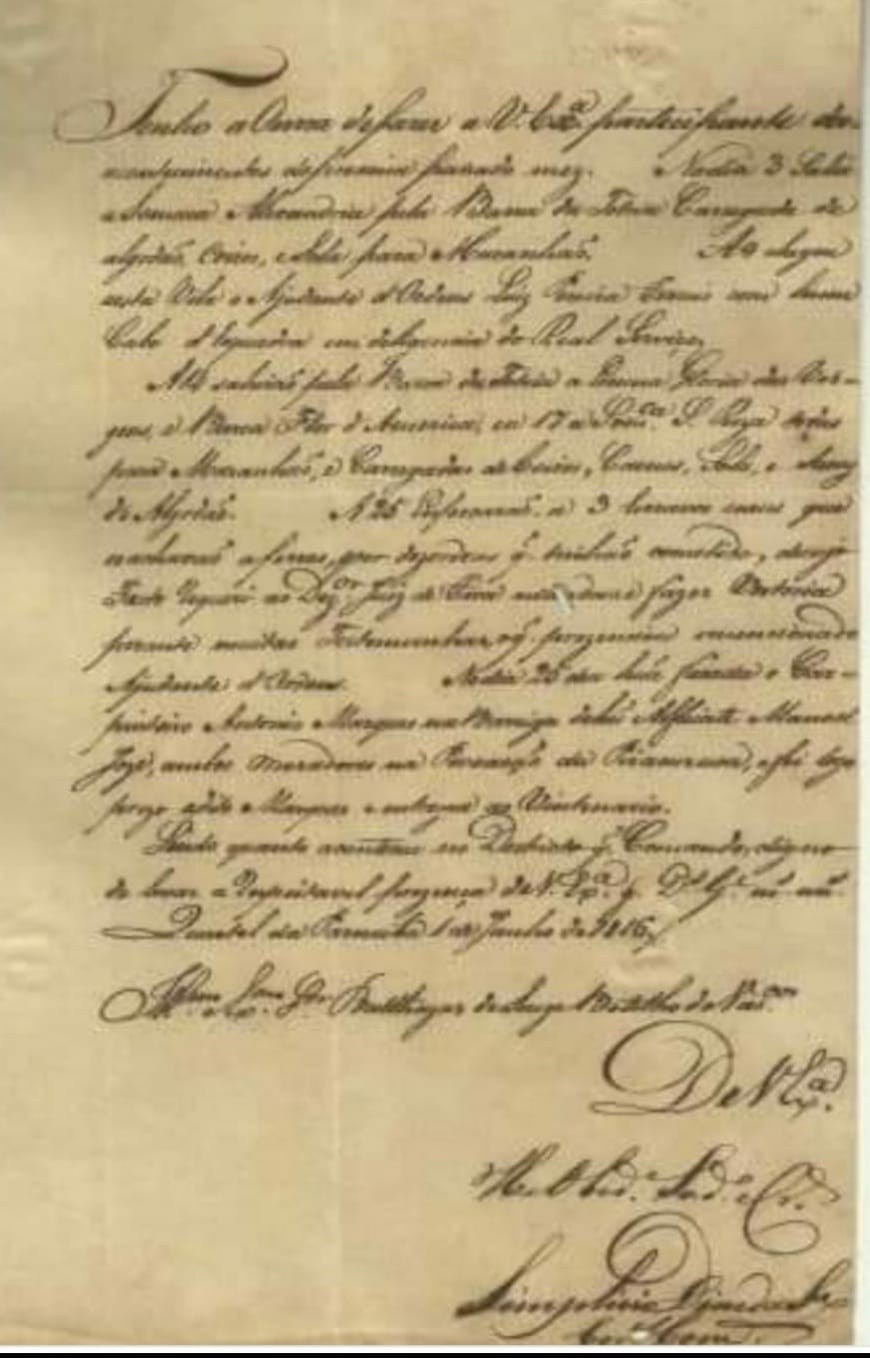
Documento de Simplício ao governador Baltasar de Sousa Botelho e Vasconcelos, em 1816.

Simplício Dias da Silva (Vila São João da Parnaíba, 2 de março de 1773 - Vila São João da Parnaíba, 17 de setembro de 1829), foi um rico fazendeiro que dominou a vida política e econômica da Vila de São João da Parnaíba. Foi presidente da província do Piauí, figurando entre os ilustres maçons brasileiros, citado no Livro Maçônico do Centenário de 1922.

## Biografia
Filho legítimo do Capitão Domingos Dias da Silva e Josefa Claudina, foi criado dentro dos padrões de riqueza de seu pai. Possuía cerca de 1.800 escravos, organizados militarmente com armas, educados e preparados em sua maioria em Lisboa e Rio de Janeiro. Estudou nas melhores escolas de São Luís (Maranhão), estudou Leis em Coimbra. Viajou pela Itália, Inglaterra e França onde entrou em contato com as ideias iluministas.[carece de fontes?]

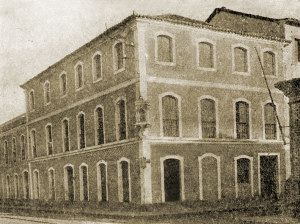
Casarão onde morou Simplício Dias, conhecido como "Casa Grande"

Henry Koster, viajante português hóspede da Casa Grande relatou em seu livro "Viagens ao Nordeste do Brasil", em 1811:
“Fui introduzido nas casas dos primeiros negociantes e plantadores. O Coronel Simplício Dias, Governador da Parnaíba, onde possui magnífico solar, é rico e tem caráter independente. Conta entre seus escravos, uma banda de músicos, que fizeram aprendizado em Lisboa e no Rio. A homens, como o coronel Simplício, pode-se atribuir o progresso do País” (Santos, In Almanaque da Parnaíba, 1997, p. 120).
O francês Louis François de Tollenare que também foi hóspede na casa de Simplício Dias escreveu no seu livro "Notas Dominicais Tomadas Durante uma Residência em Portugal e no Brasil":
“O Sr. Simplício Dias viajou na França e na Inglaterra, e aí aprendeu a conhecer o respeito devido à civilização; ocupa-se das belas artes, vive com luxo asiático, mantem músicos com grande dispêndio, acolhe os estrangeiros, gosta dos franceses, vive em seus domínios como um homem poderosamente rico” (Santos, In Almanaque da Parnaíba, 19997, p. 120)
Em 1793, Simplício Dias foi nomeado Alferes de Cavalaria da Ordenança da Vila São João da Parnaíba, no mesmo ano foi promovido Capitão e o destino da vila começaram a passar pelas suas mãos. Era dignitário da imperial Ordem do Cruzeiro.

## Alfândega de Parnaíba

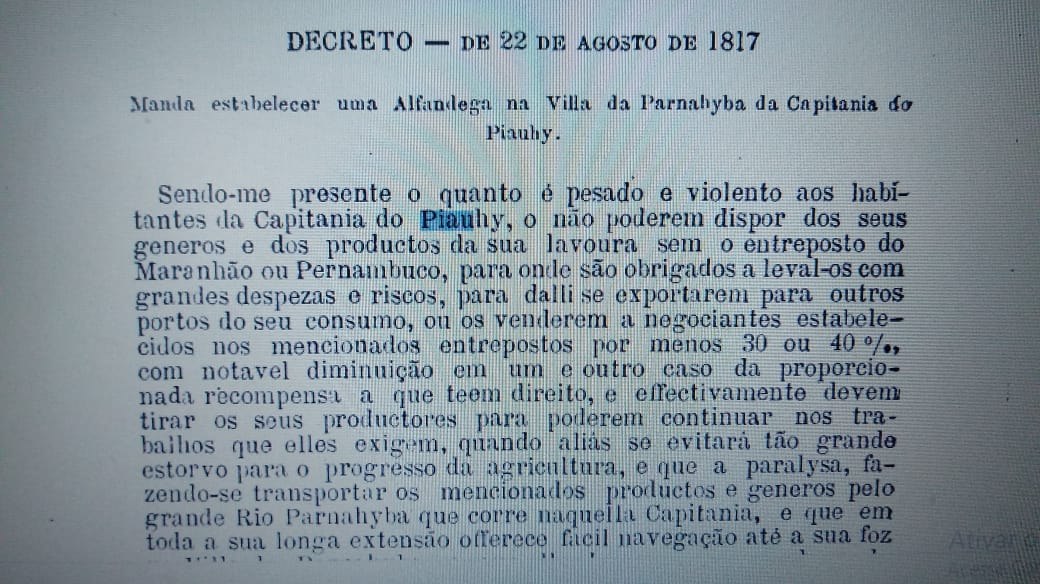
Decreto real de criação da Alfândega de Parnaíba, 1817 (Fonte: Coleção das Leis do Brasil de 1817).

Em 1803 Simplício Dias da Silva solicita as autoridades portuguesas que fossem concedidos a ele, os mesmos direitos de comércio direto com Lisboa, que antes seu falecido pai desfrutara. O pedido lhe é negado. Em 30 de março de 1804, Simplício Dias da Silva e Antonio da Silva Henrique, oficiam ao governador da capitania, Pedro Cesar de Meneses, e este ao Príncipe Regente D. João, solicitando o estabelecimento de uma alfândega na vila da Parnaíba. O príncipe D. João só atenderia o pedido em 22 de agosto de 1817, quando por ato Régio foi criada a Alfândega de Parnaíba.[carece de fontes?]

## Independência do Brasil em Parnaíba
Em 19 de outubro de 1822 foi proclamada, em Parnaíba, por Simplício Dias da Silva, João Cândido de Deus e Silva, Domingos Dias, entre outros, a independência do Piauí, e D. Pedro I aclamado imperador constitucional, por ter sido a primeira vila do norte do Brasil a proclamar a Independência foi agraciada pelo Imperador Dom Pedro I, com o título " A Metrópole da Províncias do Norte" e Simplício Dias convidado a ser o primeiro presidente da província do Piauí, mas ele recusa assumir o posto por não querer prejudicar seus negócios e empreendimentos devido as funções de governo demandarem muito tempo. Nesta data, comemora-se o Dia do Piauí.[carece de fontes?]

## Riqueza
Laurentino Gomes, no livro 1822, escreve a respeito:" Formado em Coimbra, o coronel Simplício era um dos homens mais ricos 
do Brasil. Tinha 1.200 escravos e no final do século 18 chegou a abater 
40.000 bois por ano, transformados em carne de charque, banha e couro 
curtido. Depois da abertura dos portos, em 1808, esses produtos eram 
transportados por uma frota privada de cinco navios que cruzavam o 
Atlântico em direção à Europa, aos Estados Unidos e às capitais do 
nordeste e do sul do país — e sem nenhuma intermediação da metrópole, 
o que distanciava o coronel dos interesses portugueses. Simplício 
acumulou uma fortuna tão grande que mantinha uma orquestra particular 
nos seus domínios, requinte difícil de imaginar naquele tempo. Teria 
presenteado D. Pedro com um cacho de bananas em tamanho natural, 
todo em ouro maciço incrustado com pedras preciosas. Também 
sustentava uma capela e um pároco exclusivos na catedral da cidade, 
onde seu túmulo exibe hoje uma variada simbologia maçônica". (Gomes, 2010 p. 128)

## Lendas parnaibanas
Há muitas histórias, lendas que envolvem o próprio, uma delas é a história mais conhecida, Simplício Dias era "tiçado" por uma escrava que o chamava sempre que passava, ele, com muita raiva, sempre dizia que ia matá-la.
Diz a lenda que ele a colocou em um porão com um leão e ela o matou [leão] com suas próprias mãos.
Mas claro, são só histórias contadas por moradores da cidade de Parnaíba, e não se sabe se são fatos verídicos.[carece de fontes?]

## Morte
Faleceu aos 56 anos e foi sepultado no interior da Igreja de Nossa Senhora Mãe da Divina Graça, na capela do Santíssimo junto ao pai, Domingo Dias da Silva e seu irmão Raimundo Dias da Silva.[carece de fontes?]